# Абхазька кухня

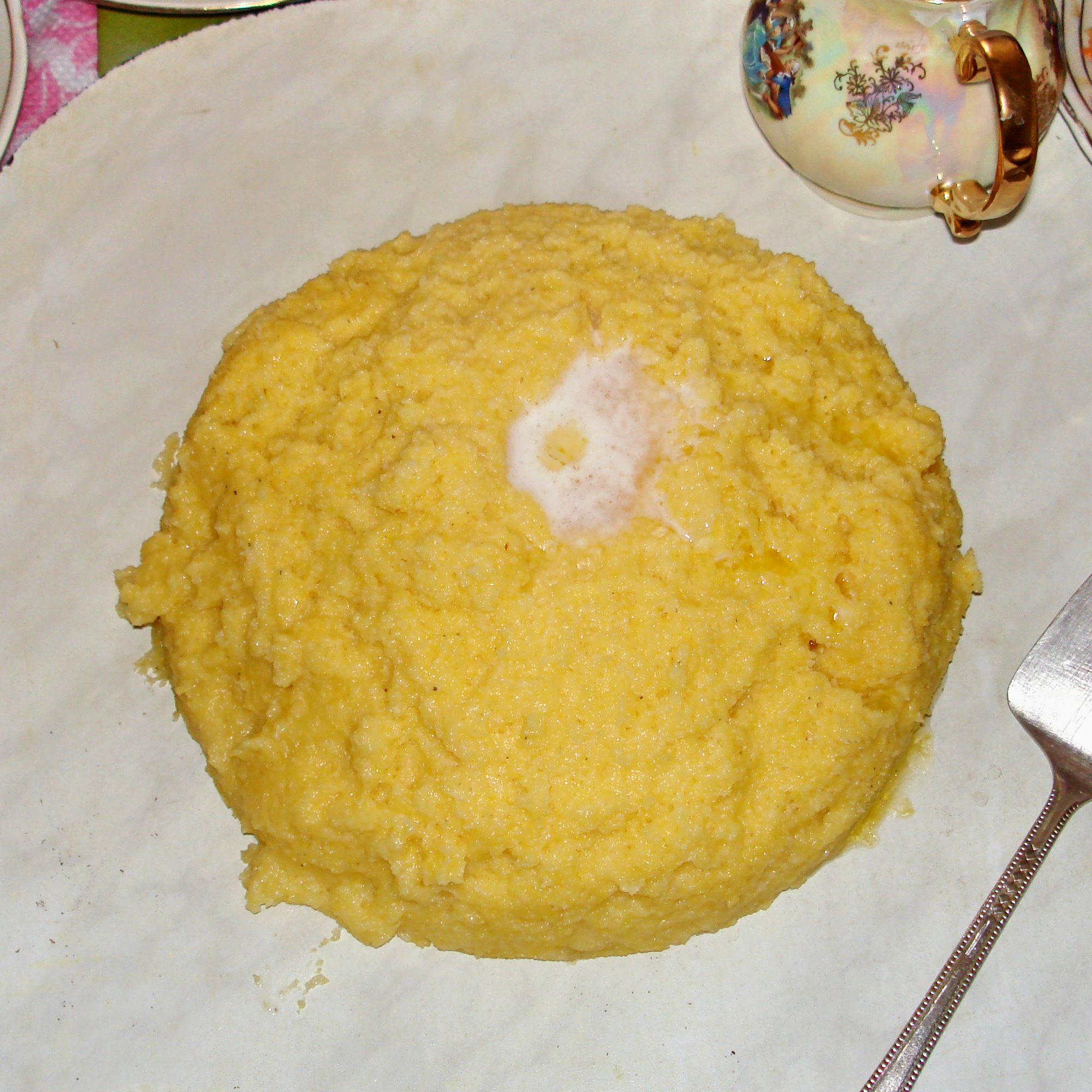
Мамалига

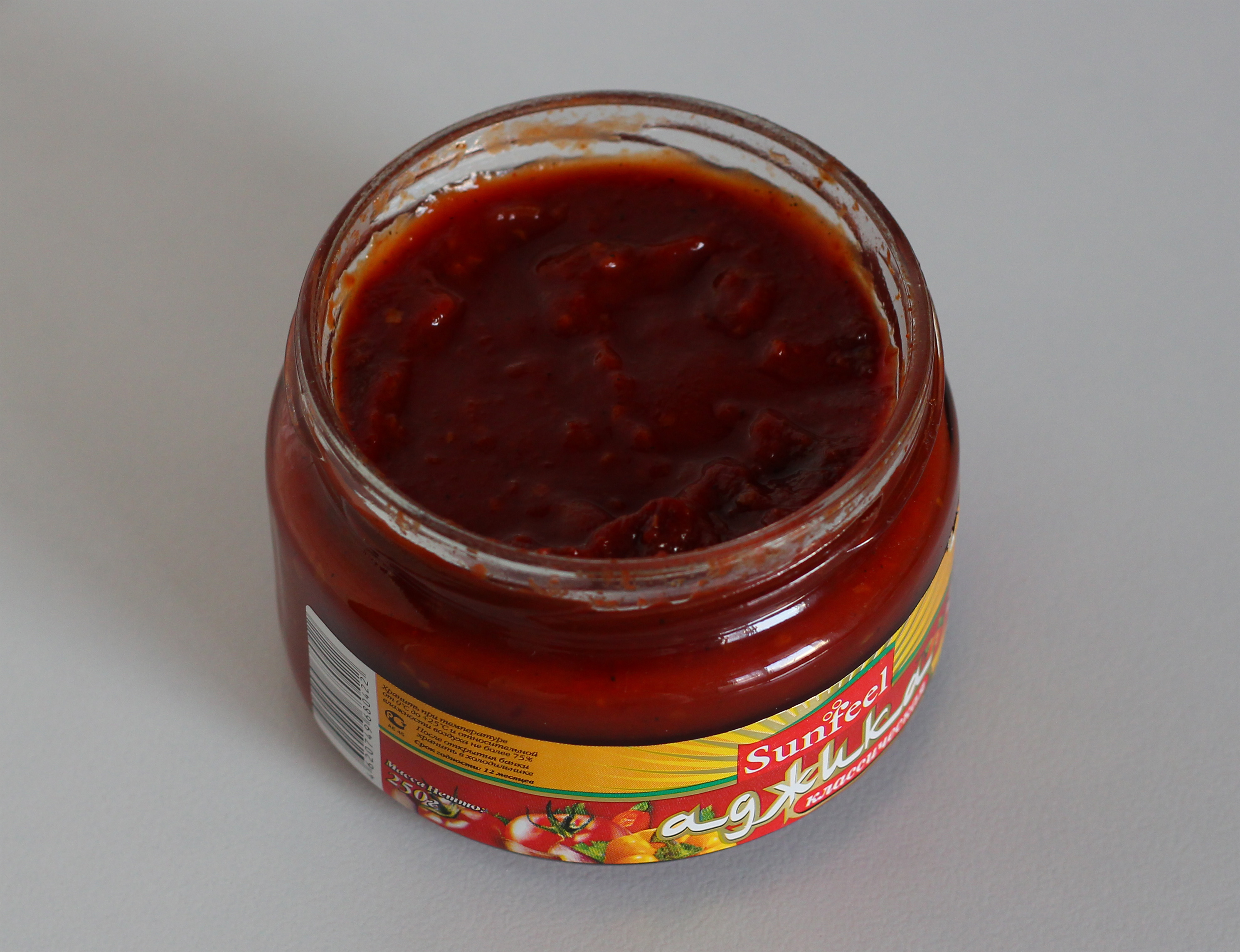
Аджика

Абхазька кухня — кухня абхазів. Формувалася протягом століть під безпосереднім впливом природних соціально-економічними умов.

## Національні страви та продукти
Переважаючі заняття абхазів - землеробство в поєднанні з тваринництвом зумовили значну частку в раціоні зернових (просо, кукурудза) та молочних продуктів. Сприятливі умови для зростання винограду, волоського горіха, баштанних, різноманітних овочїв та фруктів зробили ці рослинні продукти одними з традиційних компонентів абхазької кухні.
Відомий кавказовед Е. М. Шилінг писав: «Їжа абхазів порівняно з їжею північнокавказьких народів має дещо інший характер. Там більше м'яса, а також рясніє масло та інші продукти, тут (у абхазів) переважають фрукти, ягоди, горіхи, вино та молочні продукти. А страви, добре припечені, відрізняються незвичайною гостротою».
З рослинних продуктів поширена квасоля, кольрабі, буряк, капуста, дикорослі трави та рослини (кропива, щириця, дика петрушка, черемша, портулак, сарсапарель тощо), каштани, волоські горіхи, зелена цибуля, часник, черемша, огірок, цибуля пора, редька та ріпа. Поширена практика робити соління з огірків, помідорів, кольрабі та ін.
Риба мало поширена в абхазькій кухні. У раціоні абхазів також практично відсутня конина, свинина, устриці, гриби, раки, гарячі рідкі страви.

### Борошняні страви
В абхазької кухні два головних поняття - агуху (борошняна їжа) і ацифа (все, що з нею вживається).
Основною борошняною стравою є мамалига, що виготовляється в даний час з кукурудзяного борошна (раніше - з проса). З неї ж роблять чуреки, які можуть начинятись сиром, волоськими горіхами або медом, ашларкунту - мамалигу, заправлену горіховою олією, аїладж-мамалигу, заправлену кисломолочним сиром, ачамикву - мамалигу, на молоці з сиром, халву, хлібці та ін. Використовуються в їжу і молоді качани кукурудзи в вареному або смаженому вигляді.
Пшеничне борошно значно поступається кукурудзяному за поширеністю в абхазькій кухні. На основі пшеничного борошна роблять пиріг з сиром (ачашв), пиріжки та ряд інших страв, в тому числі запозичені східні солодощі.

### Молочні страви
Молочні продукти також грають істотну роль в абхазькій кухні. Вживають переважно кисле (рідше кип'ячене) козяче, коров'яче або буйволове молоко, напої з молока з медом, молока з водою. З молока виготовляють сири - ашвлагуан (сулугуні), ашвадза (кисломолочний сир), ашвчапан (суміш перших двох з м'ятою і гострим соусом з кислого молока), ачаюр або ахата ршви (бурдючний пастоподібний сир), ахчат (вершки ), ахача (подобу сирної маси) тощо.

### М'ясні та рибні страви
З м'ясних страв головне місце займають страви з домашньої птиці, переважно з курей: смажені на рожні, ковбаси, варені кури і тельбухи. Рідше вживається індичка, дуже рідко качки і гуси. З ссавців поширені страви з козлятини, баранини, яловичини, рідше свинини. Поширене приготування цих страв на рожні, з різними соусами, волоськими горіхами, сирами. Також нерідко готується варене м'ясо.

### Соуси та приправи
Велике значення в абхазькій кухні має аджика. Їй заправляються салати, вживають з м'ясними і молочними продуктами, динями, вона лежить в основі приготування ряду інших гострих соусів - плодово-ягідних з аличі, барбарису, ожини, граната, зеленого винограду, томатів та ін., з волоського горіха (ці соуси подаються до м'ясних страв). Для молочних та борошняних страв виготовляється соус з кислого молока. Аджика частково замінювала абхазам дефіцитну сіль.
Практично будь-яку страву абхазької кухні рясно здобрюють прянощами (головні з яких коріандр, чабер, базилік, м'ята, кріп, петрушка та ін.). Це одна з характерних рис національної абхазької кухні. Ще однією особливістю є велике поширення волоських горіхів, що входять до складу багатьох страв.